# ویلیام اینگ (کشیش)
ویلیام اینگ (انگلیسی: William Inge؛ ۶ ژوئن ۱۸۶۰ – ۲۶ فوریه ۱۹۵۴) نویسنده، کشیش انگلیکان، استاد الهیات در کمبریج و رئیس کلیسای جامع سنت پل بود که عنوان رئیس اینگ (انگلیسی: Dean Inge) را برای وی به ارمغان آورده بود که به طور گسترده‌ای با آن شناخته می‌شد. او سه مرتبه نامزد جایزه نوبل ادبیات شد.